# Ja Rule
Jeffrey Atkins (New York, 29 februari 1976), beter bekend als Ja Rule, is een Amerikaanse rapper. Hij begon als lid van de groep Cash Money Click en startte vervolgens in 1998 een solocarrière als prominent artiest van Murder Inc. Records. In de eerste helft van de jaren 2000 was hij met zijn vele hitnoteringen een van de meest dominante rappers van de Amerikaanse oostkust. Ja Rule is ook actief als acteur in bescheiden filmrollen.
Ja Rule is een afkorting van de naam Jeffrey Atkins Represents Unconditional Love Exists.

## Biografie

### Beginperiode
De rapper uit New York werd geboren in Hollis, in het stadsdeel Queens, en groeide hier ook op. Het eigenlijke begin van Ja Rules rapcarrière was de groep Cash Money Click, die in de vroege jaren 90 gevormd werd door de jonge Irving Lorenzo, toen beter bekend als “DJ Irv” en nu als Irv Gotti. Ook Mic Geronimo, Chris Black aka Jody Mack en 0-1 maakten deel uit van Cash Money Click. De groep bracht twee singles uit, Get the fortune en 4 my click, waarvan er voor elke single ook een videoclip werd gemaakt. De groep kreeg echter negatieve publiciteit en het lukte hen niet een album uit te brengen. Op Mic Geronimo’s debuutalbum The Natural (1995) stond het nummer Time to build, waarop zowel Geronimo, Ja Rule, Jay-Z en DMX samen rapten. In 1998 werd Ja Rule gecontracteerd bij het Murder Inc. Records-label dat aangesloten is bij Def Jam.

### Succesjaren
Vanaf zijn debuut in 1998 had Ja Rule veel succes in de hiphopwereld. Gesteund door zijn label Murder Inc. Records en persoonlijke mentor Irv Gotti wist hij meermaals met succesvolle nummers de top 10 van de internationale hitparades te bereiken. Voorbeelden hiervan zijn I'm real (met Jennifer Lopez), Always on time (met Ashanti), Rainy dayz (met Mary J. Blige) en Mesmerize (met Ashanti). Ook nam hij nummers op met Jay-Z, Nas, LL Cool J, Hussein Fatal van de Outlawz, Case, Erick Sermon en DMX.
Vanaf 2003, met de opkomst van 50 Cent, nam de populariteit van Ja Rule in de Verenigde Staten af. 50 Cent haalde in zijn tracks diverse malen uit naar Ja Rule en diens familie. Aanvankelijk reageerde Ja Rule hier niet op, maar toen deze enorme populariteit verwierf en ook andere hiphoppers naar Ja Rules populariteit begonnen uit te halen, reageerde Ja Rule wel.

### Vetes
Eind 2003 kwam Ja Rule met een nieuw album, genaamd Blood in my eye, waarin naar iedereen werd uitgehaald. Dit album werd echter maar matig onthaald. In 2004 kwam Ja Rule met een liedje genaamd Loose change, waarop hij ook het Aftermath-kamp aanvalt en op grove wijze over Eminems dochter rapte. De tekst gaat als volgt: "Em you claim your mother's a crackhead and Kim is a known slut, so what does Hailie gonna be when she grows up". Ook werd in het liedje beweerd dat hiphopper Dr. Dre biseksueel was. Nadat 50 Cent ook naar rappers als Fat Joe en Jadakiss voor hun verschijning in het liedje New York uithaalde, nam het conflict in hevigheid af.
Maar door vele dissen door Eminem, 50 Cent, G-Unit, Obie Trice, D12, Dr. Dre en anderen werd Ja Rules carrière wel beschadigd. Hier is een lijst van een paar "disstracks" gericht tegen Ja Rule:
- Your life's on the line - 50 Cent
- Back Down - 50 Cent - afkomstig van 50 Cents debuutalbum Get Rich or Die Tryin', door XXL Magazine opgenomen in de '20 Greatest Diss Songs'
- Shit hits The fan - Eminem, Dr. Dre & Obie Trice - verscheen op het debuutalbum van Obie Trice, Cheers
- Bump heads - Eminem & G-Unit
- Doe Rae Me (Hailie's Revenge) - Eminem, Obie Trice & D12 - een diss over het feit dat Ja Rule Eminems dochter (Hailie) diste in Loose change door te zeggen: "Your mother was a drug addict and your wife is a known slut, so what's Hailie gonna be when she grows up?" (Nederlands: "Je moeder was een drugsverslaafde en je vrouw is een bekende slet, dus wat wordt Hailie wanneer ze groot is?")
- Bully - Eminem - een reactie van Eminem en dochter Hailie Jade op Ja Rule en zijn producer
- Hail Mary - Eminem, 50 Cent & Busta Rhymes - een diss tegen Ja Rule, omdat die beweerde dat hij de nieuwe Tupac was
- Go to sleep - Eminem, DMX & Obie Trice - een diss met Eminem en Obie Trice, die zeggen dat Ja Rule dood moet. DMX deed mee omdat hij vindt dat Ja Rule zijn rauwe stem na-aapt
- Smack You - Eminem - een reactie van Eminem naar Ja Rule, en Suge Knight

De Invasion Trilogie-cd's zijn voornamelijk een aanval op het Murder Inc.-label en andere tegenstanders van het Aftermath-label.

### Renaissance
Ondanks deze vetes keerde Ja Rule, na enige tijd stilte, negatief terug in de scene. In 2007 werden Ja Rule en Lil Wayne op dezelfde dag gearresteerd voor het bezit van een vuurwapen. Hiervoor moest Ja Rule voor de rechter verschijnen. In de cel hadden beide artiesten contact met elkaar, waaruit het duet Uh ohh voortkwam. De tweede single van Ja Rules mixtape The mirror werd Body. Hier is ook een videoclip voor gemaakt (door Hype Williams). Wegens het vroegtijdig lekken van het album en problemen bij het nummer Father forgive me werd het album steeds uitgesteld. Uiteindelijk besloot Ja Rule om het album gratis aan te bieden op het internet.
Ja Rule zette tussentijds zijn nieuwe label Mpire Music Group op met verschillende artiesten, onder wie Harry O, Merc Montana en Young Life. Het viertal startte ook samen een groep, genaamd The Gwop Boyz / Passport Gang.
Ja Rule moest voor de rechter verschijnen voor het bezit van een vuurwapen en kreeg hiervoor 18 maanden celstraf (beginnend op 7 juni 2011). Ondanks alle tegenslagen kwamen in juni 2011 twee nieuwe albums op dezelfde dag uit. De twee albums heten The Renaissance Project en Pain is love 2 (PIL2). De eerste single van laatstgenoemd album is Real life fantasy (met Anita Louise) en bevat een sample van Bohemian Rhapsody van Queen. Ja Rule besloot meerdere videoclips voor zijn albums te maken om zo tijdens zijn celstraf toch in de schijnwerpers te staan.

### Fyre Festival
Fyre Festival was een festival dat in 2017 zou plaatsvinden op de Bahama's. Het werd georganiseerd door Ja Rule en Billy McFarland, CEO van Fyre Media Inc. Het festival werd aangekondigd als zeer exclusief met beroemdheden, muziek, kunst en eten. De goedkoopste kaartjes waren 1000 euro, de duurste bijna 11.000 euro. Het festival werd echter afgeblazen na veel kritiek van bezoekers op het 'gebrek aan luxe'. Zo bleken de luxe accommodaties noodhulptenten te zijn. McFarland liet investeerders onder valse voorwendselen 26 miljoen dollar in zijn bedrijf en het festival steken. De ondernemer werd in 2018 veroordeeld tot zes jaar gevangenisstraf wegens fraude. Begin februari 2019 werden hij en Ja Rule ook nog veroordeeld om zo'n 3 miljoen dollar aan een investeerder te betalen.

## Filmografie
- Turn it Up (2000)
- The Fast and the Furious (2001)
- Half Past Dead (2002)
- Crime Partners (2003)
- Pauly Shore Is Dead (2003)
- Scary Movie 3 (2003)
- The Cookout (2004)
- Shall We Dance? (2004)
- Back in the Day (2005)
- Assault on Precinct 13 (2005)
- Furnace (2006)
- Don't Fade Away (2009)
- Wrong Side of Town (2010)
- I'm in Love with a Church Girl (2013)

## Discografie

### Albums
| Album met eventuele hitnotering(en) in de Nederlandse Album Top 100 | Datum van verschijnen | Datum van binnenkomst | Hoogste positie | Aantal weken | Opmerkingen |
| ------------------------------------------------------------------- | --------------------- | --------------------- | --------------- | ------------ | ----------- |
| Rule 3:36                                                           | 2001                  | 26-05-2001            | 44              | 8            |             |
| Pain is love                                                        | 2001                  | 20-10-2001            | 17              | 51           |             |
| The last temptation                                                 | 2002                  | 30-11-2002            | 34              | 20           |             |

| Album met hitnotering(en) in de Vlaamse Ultratop 200 albums | Datum van verschijnen | Datum van binnenkomst | Hoogste positie | Aantal weken | Opmerkingen |
| ----------------------------------------------------------- | --------------------- | --------------------- | --------------- | ------------ | ----------- |
| Pain is love                                                | 2002                  | 06-04-2002            | 24              | 15           |             |

### Singles
| Single met eventuele hitnotering(en) in de Nederlandse Top 40 | Datum van verschijnen | Datum van binnenkomst | Hoogste positie | Aantal weken | Opmerkingen                                                                     |
| ------------------------------------------------------------- | --------------------- | --------------------- | --------------- | ------------ | ------------------------------------------------------------------------------- |
| Can I get a...                                                | 1999                  | 17-04-1999            | 34              | 6            | met Jay-Z & Amil / Nr. 30 in de Single Top 100                                  |
| Girlfriend/boyfriend                                          | 1999                  | 17-04-1999            | 33              | 3            | met Blackstreet, Eve & Janet Jackson / Nr. 41 in de Single Top 100              |
| You are everything - Remix                                    | 1999                  | 10-07-1999            | tip3            | -            | met Dru Hill / Nr. 43 in de Single Top 100                                      |
| Between me and you                                            | 2001                  | 07-04-2001            | tip2            | -            | met Christina Milian / Nr. 48 in de Single Top 100                              |
| Put it on me                                                  | 2001                  | 01-09-2001            | 9               | 11           | met Lil' Mo & Vita / Nr. 7 in de Single Top 100                                 |
| I'm real                                                      | 30-10-2001            | 10-11-2001            | 3               | 14           | met Jennifer Lopez / Nr. 2 in de Single Top 100                                 |
| Livin' it up                                                  | 2002                  | 05-01-2002            | 25              | 5            | met Case / Nr. 29 in de Single Top 100                                          |
| Always on time                                                | 2002                  | 09-03-2002            | 12              | 11           | met Ashanti / Nr. 11 in de Single Top 100                                       |
| Ain't it funny [Murder Remix]                                 | 2002                  | 16-03-2002            | 10              | 10           | met Jennifer Lopez & Caddillac Tah / Nr. 7 in de Single Top 100                 |
| Down A** chick                                                | 2002                  | 01-06-2002            | tip5            | -            | met Charli Baltimore / Nr. 55 in de Single Top 100                              |
| Rainy dayz                                                    | 2002                  | 27-07-2002            | 8               | 8            | met Mary J. Blige / Nr. 13 in de Single Top 100 / Alarmschijf                   |
| Down 4 U                                                      | 2002                  | 02-11-2002            | 39              | 2            | met Irv Gotti, Ashanti, Charli Baltimore & Vita / Nr. 22 in de Single Top 100   |
| Thug lovin'                                                   | 2003                  | 04-01-2003            | 36              | 3            | met Bobby Brown / Nr. 21 in de Single Top 100                                   |
| Mesmerize                                                     | 2003                  | 12-04-2003            | 38              | 2            | met Ashanti / Nr. 33 in de Single Top 100                                       |
| Clap back                                                     | 2003                  | 29-11-2003            | tip13           | -            |                                                                                 |
| Wonderful                                                     | 2004                  | 27-11-2004            | 13              | 11           | met R. Kelly & Ashanti / Nr. 15 in de Single Top 100                            |
| Caught up                                                     | 2005                  | 09-04-2005            | tip13           | -            | met Lloyd / Nr. 80 in de Single Top 100                                         |
| Old thing back                                                | 2015                  | -                     |                 |              | met Matoma, The Notorious B.I.G. & Ralph Tresvant / Nr. 75 in de Single Top 100 |

| Single met hitnotering(en) in de Vlaamse Ultratop 50 | Datum van verschijnen | Datum van binnenkomst | Hoogste positie | Aantal weken | Opmerkingen                                                      |
| ---------------------------------------------------- | --------------------- | --------------------- | --------------- | ------------ | ---------------------------------------------------------------- |
| Girlfriend/boyfriend                                 | 1999                  | 17-04-1999            | tip14           | -            | met Blackstreet, Eve & Janet Jackson                             |
| Put it on me                                         | 2001                  | 17-10-2001            | tip8            | -            | met Lil' Mo & Vita                                               |
| I'm real                                             | 2001                  | 03-11-2001            | 8               | 18           | met Jennifer Lopez / Nr. 5 in de Radio 2 Top 30                  |
| Ain't it funny [Murder Remix]                        | 2002                  | 23-03-2002            | 16              | 10           | met Jennifer Lopez & Caddillac Tah / Nr. 18 in de Radio 2 Top 30 |
| Always on time                                       | 2002                  | 27-04-2002            | 22              | 8            | met Ashanti                                                      |
| Rainy dayz                                           | 2002                  | 14-09-2002            | 44              | 3            | met Mary J. Blige / Nr. 21 in de Radio 2 Top 30                  |
| Down 4 U                                             | 2002                  | 02-11-2002            | tip11           | -            | met Irv Gotti, Ashanti, Charli Baltimore & Vita                  |
| Thug lovin'                                          | 2003                  | 04-01-2003            | tip11           | -            | met Bobby Brown                                                  |
| Mesmerize                                            | 2003                  | 19-04-2003            | tip8            | -            | met Ashanti                                                      |
| Clap back                                            | 2003                  | 20-12-2003            | tip5            | -            |                                                                  |
| Wonderful                                            | 2004                  | 04-12-2004            | 45              | 3            | met R. Kelly & Ashanti / Nr. 27 in de Radio 2 Top 30             |
| Old thing back                                       | 2015                  | 30-05-2015            | tip84           | -            | met Matoma, The Notorious B.I.G. & Ralph Tresvant                |